# ميزانية سوداء

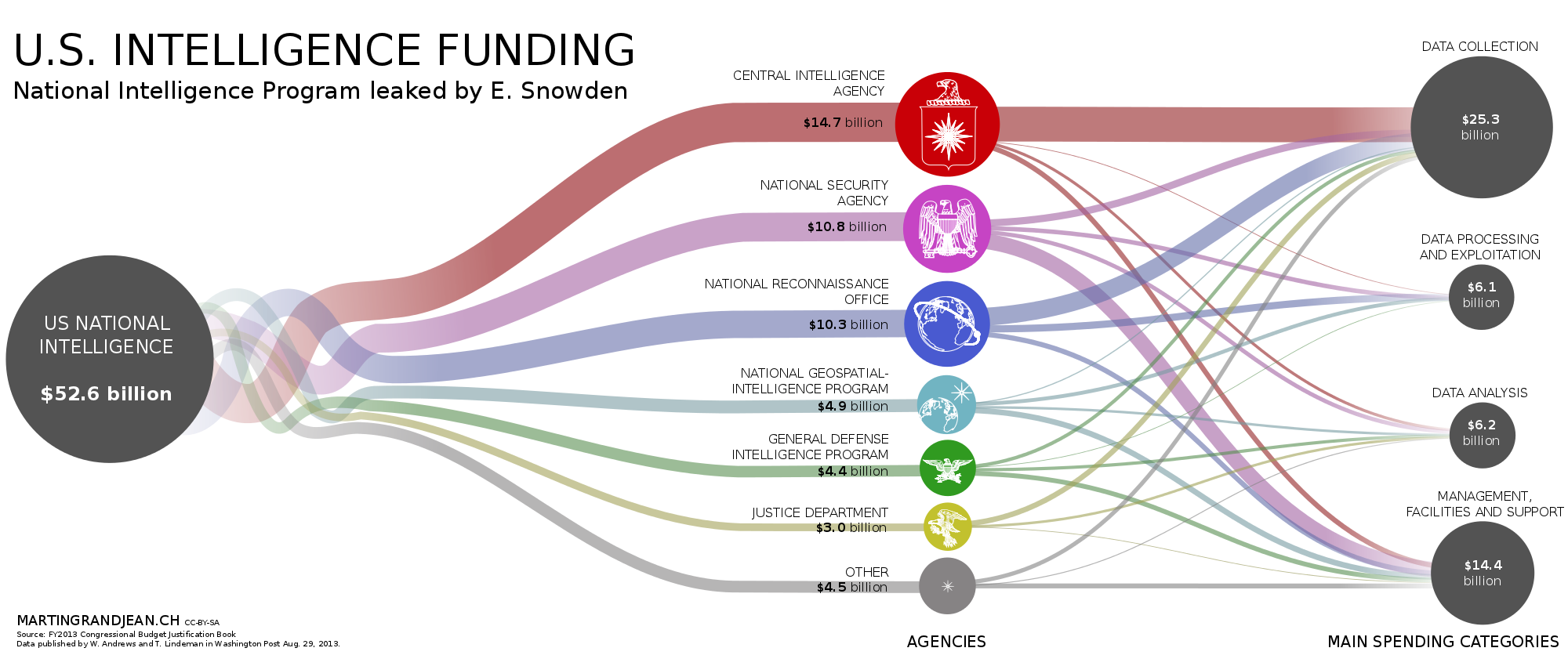

الميزانية السوداء هي الميزانية التي تُجمع بطريقة سرية من إجمالي دخل الدولة أو مؤسسة تجارية أو أية جمعية في أية صورة أو إدارة وطنية، وغير ذلك. وعادة ما تغطي الميزانية السوداء النفقات المتعلقة بالأبحاث العسكرية. ويتم الحفاظ على سرية الميزانية لأسباب تتعلق بالأمن القومي.
وقد ادعى فيليب شنايدر أن «قاعدة دولسي» المزعومة في ولاية نيو ميكسكو الأمريكية تعمل بميزانية مشابهة. كما أن العديد من البرامج الأخرى مثل منطقة 51 (Area 51) في بحيرة جروم في نيفادا، والعديد من البرامج التجريبية أو العسكرية السرية يقال أنه يتم تشغيلها أيضًا من خلال ميزانيات سوداء.
هذا وتمتلك وزارة الدفاع الأمريكية ميزانية سوداء تستخدمها لتمويل المشاريع السوداء - النفقات التي لا ترغب في الكشف عنها. وقد قدرت التكلفة السنوية لوزارة الدفاع الأمريكية الخاصة بالميزانية السوداء بحوالي 32 مليار دولار في عام 2008، ولكنها ارتفعت لما يقدر بحوالي 50 مليار دولار في 2009.

## وصلات خارجية
- "Paint it Black", a 1997 metroACTIVE article very critical of the use of Black budgets in the US
- "Exposing the Black Budget", a 1995 Wired article with the same stance
- "America's Black Budget and the Manipulation of Mortgage and Financial Markets"